# HD209459
HD209459 — хімічно пекулярна зоря спектрального класу B9, що має видиму зоряну величину в смузі V приблизно 5,8.
Вона  розташована на відстані близько 540,9 світлових років від Сонця.

## Фізичні характеристики
Зоря HD209459 обертається 
порівняно повільно 
навколо своєї осі. Проєкція її екваторіальної швидкості на промінь зору становить Vsin(i)= 14км/сек.

## Пекулярний хімічний склад
Зоряна атмосфера HD209459 має підвищений вміст 
Hg
.

## Магнітне поле
Спектр даної зорі вказує на наявність магнітного поля у її зоряній атмосфері.
Напруженість повздовжної компоненти поля оціненої з аналізу
крил ліній Бальмера
становить 176,4± 238,5 Гаус.